# Barqchi Hisor
Der Futbolniy Klub Barqchi Hisor, auch als Barqchi Hisor bekannt, ist ein tadschikischer Fußballverein aus Hissor. Aktuell spielt der Verein in der ersten Liga, der Wysschaja Liga.

## Geschichte
Der Verein wurde 2006 als Energetik Dushanbe gegründet. 2015 wurde er in Barqi Tojik Hisor umbenannt. Ein Jahr später erfolgte eine erneute Umbenennung in Barkchi Hisor.

## Stadion
Der Verein trägt seine Heimspiele im Ibrogimbek Gaforov Stadium in Hissor aus. Das Stadion hat ein Fassungsvermögen von 3000 Personen.

## Saisonplatzierung
| Saison | Liga                 | Level | Platz | Tajik Cup |
| ------ | -------------------- | ----- | ----- | --------- |
| 2020   | Tajik First Division | 2     | 8.    |           |
| 2021   | Tajik First Division | 2     | 6     |           |
| 2022   | Tajik First Division | 2     | 5.    |           |
| 2023   | Tajik First Division | 2     | 3.    |           |
| 2024   | Wysschaja Liga       | 1     | 9.    |           |

## Trainer
| Trainer             | Nation        | von            | bis               |
| ------------------- | ------------- | -------------- | ----------------- |
| Takhirdzhon Muminov | Tadschikistan | 1. Juli 2006   | 30. Juni 2008     |
| Alier Ashurmamadov  | Tadschikistan | 1. Juli 2010   | 31. Dezember 2010 |
| Khamid Karimov      | Tadschikistan | 1. Januar 2013 | 31. Dezember 2013 |
| Alisher Tukhtaev    | Tadschikistan | 1. Januar 2013 | 30. Juni 2014     |
| Khamid Karimov      | Tadschikistan | 1. Januar 2016 | 10. Juli 2016     |
| Rustam Khodzhaev    | Tadschikistan | 1. Januar 2016 | 26. Januar 2017   |
| Mubin Ergashev      | Tadschikistan | 9. Juni 2017   | 31. Dezember 2018 |
| Alifbek Beromov     | Tadschikistan | 1. Januar 2023 |                   |